# Birgitta Edberg
Ingrid Birgitta Edberg, född 7 oktober 1952 i Göteborg, död 3 januari 1990 i Täby, var en svensk arkitekt.

## Utbildning och verksamhet
Edberg tog examen vid Chalmers Tekniska Högskola i Göteborg, 1976. Mellan 1981 och 1982 studerade hon vid Kungliga Konsthögskolan i Stockholm.  Hon studerade även konsthistoria vid Stockholms universitet. Birgitta Edberg var anställd hos Lars E Jorméus AB i Falköping 1978–1979 och hos Hans-Erland Heineman vid Arkitektgruppen H-E Heineman AB i Skövde 1979–1984. Hon har också arbetat hos BJR Arkitekter AB i Stockholm 1985 och hos Juno Arkitekter AB i Stockholm 1986–1989, samt på Carlstedts arkitektkontor i Stockholm hösten 1989. Edberg är begravd på Täby norra begravningsplats.

## Verk i urval
- Sjukvårdsanläggningar (hos Arkitektgruppen H-E Heineman AB).
- Omdaningen av området mot Stockholms centralstation (hos Juno Arkitekter AB).
- Barnklinik vid Skellefteå lasarett (hos Carlstedts arkitektkontor).